# 权村镇
权村镇，是中华人民共和国河北省廊坊市大城县下辖的一个乡镇级行政单位。

## 行政区划
权村镇下辖以下地区：
王权村、杜权村、苦水务村、石家务村、王凡场村、蓦门村、留各庄桥村、小庄村、东咬头村、西咬头村、东汪村、前李各庄村、后李各庄村、白马堂村、前烟村、后烟村、于家务村、董家房子村、沈家房子村、小祝村、九高庄村和大高庄村。